# Granville (groupe)
Pour les articles homonymes, voir Granville (homonymie).
Granville est un groupe de pop français, originaire de Caen, dans le Calvados.

## Biographie
Le groupe est formé en 2011 à Caen, et composé de trois membres ; Mélissa Dubourg (chant), Sofian El Gharrafi (auteur-compositeur, guitare, clavier), et Arthur Allizard (batterie),. Formés en janvier 2011, ils sont issus de divers groupes de la scène caennaise, comme les Chocolates Donuts et les Raspberry Curls,.
Le groupe porte ce nom en hommage à la commune de Granville (Manche, Basse-Normandie), avec qui chacun des membres « a un lien ». Ils se disent admirateurs de la musique des années 1960 en citant notamment Serge Gainsbourg, France Gall et Françoise Hardy, puis parmi leurs influences récentes, les groupes Girls, Beach House et Best Coast. Avec des chansons en français, leur musique est décrite par le magazine Le Point, entre le « rock-garage anglo-saxon et des mélodies yéyé revisitées ».
Après s'être fait connaître sur Internet avec leurs titres Le Slow ou encore Polaroïd, leur premier single, Jersey sort le 6 juin 2012, un nom en hommage à l'île Anglo-Normande de Jersey qui est leur « Hawaï à eux ». Granville a notamment participé au festival des Papillons de nuit, avant de se produire en août 2012, au festival Rock en Seine.
À la suite de sa signature avec le label East West Records (propriété de la Warner), le groupe sort son premier album, intitulé Les Voiles, le 4 février 2013. Diffusé notamment sur France Inter, le magazine Les Inrocks le décrit comme un « disque de pop au charme très américain justement, qui fait souffler un vent West Coast sur une douzaine de ballades romantiques et naïves ».